# Вербальна поведінка
Вербальна поведінка — це книга психолога Б. Ф. Скіннера 1957 року, у якій він описує те, що він називає вербальною поведінкою або те, що традиційно називали лінгвістикою. Робота Скіннера описує керуючі елементи вербальної поведінки за допомогою термінології, винайденої для аналізу — ехо, накази, такти, автоклітики та інші, — а також ретельно визначене використання звичайних термінів, таких як аудиторія.

## Витоки
Походження «Вербальної поведінки» стало результатом серії лекцій, вперше прочитаних в Університеті Міннесоти на початку 1940-х років і розвинених у його літніх лекціях у Колумбійському університеті та лекціях Вільяма Джеймса в Гарварді за десятиліття до публікації книги..

## Сучасні дослідження
Аналіз вербальної поведінки Скіннера значною мірою спирався на методи літературного аналізу. Ця традиція збереглася. Книга «Вербальна поведінка» є майже повністю теоретичною, що містить невеликі експериментальні дослідження власне в роботі. Багато дослідницьких статей і прикладних розширень на основі Вербальної поведінки було зроблено після її публікації.

## Функціональний аналіз
«Класифікація не є самоціллю. Навіть якщо можна показати, що будь-який випадок вербальної поведінки є функцією змінних в одному або кількох із цих класів, є й інші аспекти, які слід розглянути. Таке формулювання дозволяє нам застосувати до вербальної поведінки концепції та закони, які випливають із загальнішого аналізу» (с. 187).
Вербальна поведінка Скіннера також представила автоклітику та шість елементарних оперантів: манда, такт, відношення до аудиторії, луна, текстуальний та інтравербальний. Для Скіннера справжнім об'єктом дослідження є власне поведінка, проаналізована без посилання на гіпотетичні (ментальні) структури, а радше з посиланням на функціональні зв'язки поведінки в середовищі, у якому вона відбувається. Цей аналіз розширює прагматичну індуктивну позицію Ернста Маха у фізиці та ще більше поширює несхильність до висування гіпотез і перевірки. Вербальна поведінка складається з 5 частин із 19 розділами. Перший розділ закладає основу для цієї роботи, функціонального аналізу вербальної поведінки. Скіннер представляє вербальну поведінку як функцію контролю наслідків і стимулів, а не як продукт особливої внутрішньої здатності. Він також не просить нас задовольнятися простим описом структури чи моделей поведінки. Скіннер має справу з деякими альтернативними, традиційними формулюваннями та переходить до своєї власної функціональної позиції.

## Загальні проблеми
Для встановлення сили відповіді Скіннер пропонує деякі критерії сили (ймовірності): випромінювання, рівень енергії, швидкість і повторення. Він зазначає, що все це дуже обмежені засоби для висновку про силу реакції, оскільки вони не завжди змінюються разом і можуть перебувати під контролем інших факторів. Випромінювання є мірою «так/ні», однак інші три — рівень енергії, швидкість, повторення — містять можливі показники відносної сили.
- Випромінювання — якщо видається відповідь, це може бути інтерпретовано як певну силу. Незвичайні або важкі умови, як правило, нададуть докази висновку про силу. За типових умов це стає менш переконливою основою для висновку про силу. Це висновок, який або існує, або ні, і не має градації значення.
- Рівень енергії — на відміну від випромінювання як основи для висновку, рівень енергії (величина відповіді) забезпечує основу для висновку про силу реакції з високим діапазоном змінної сили. Рівень енергії є основою, з якої ми можемо зробити висновок про високу схильність до реакції. Енергійний і сильний «Вода!» формує основу для висновку про силу відповіді на відміну від слабкого, короткого «Вода».[16]
- Швидкість. Швидкість — це швидкість самої відповіді або затримка від часу, коли це могло статися, до часу, коли це відбувається. Швидка відповідь на запит створює основу для висновку про високу силу.[16]
- Повторення — «Вода! Вода! Вода!» може випромінювати та використовуватися як показник відносної сили порівняно зі швидким та/або енергійним викидом «Вода!». Таким чином, повторення можна використовувати як спосіб визначення сили.

## Мендс
У третьому розділі роботи Скіннера «Вербальна поведінка» обговорюється функціональний зв'язок, який називається менд. Менд — це вербальна поведінка під функціональним контролем насичення або депривації (тобто мотиваційні дії), що супроводжується характерним підкріпленням, яке часто визначається відповіддю. Наказ зазвичай є вимогою, наказом або проханням. Часто кажуть, що наказ «описує власний підкріплювач», хоча це не завжди так, особливо тому, що визначення вербальної поведінки Скіннера не вимагає, щоб накази були вокальними. Гучний стукіт у двері може бути наказом «відчиніть двері», а слуга може бути покликаним плесканням у долоні так само, як дитина може «попросити молока».
Дослідження Lamarre & Holland (1985) щодо наказів продемонструвало роль мотивації операцій. Автори винайшли мотиваційні операції для об'єктів, тренуючи ланцюжки поведінки, які не могли бути завершені без певних об'єктів. Учасники навчилися шукати ці відсутні об'єкти, які раніше могли лише тактувати…

## Поведінка під контролем вербальних стимулів

### Текстовий
У четвертому розділі Скіннер зазначає форми контролю за допомогою вербальних стимулів. Однією з форм є текстова поведінка, яка відноситься до типу поведінки, який ми зазвичай називаємо читанням або письмом. Голосовою реакцією керує вербальний стимул, який не чується. Задіяні дві різні модальності («читання»). Якщо вони однакові, вони стають «копіюванням тексту» (див. Джека Майкла про копіювання тексту), якщо вони почуті, то написані, це стає «диктуванням» і так далі.

### Ехогенний
Скіннер був одним із перших, хто серйозно задумався про роль імітації у вивченні мови. Він представив це поняття у своїй книзі «Вербальна поведінка» з поняттям луни. Це поведінка під функціональним контролем вербального стимулу. Вербальна відповідь і словесний стимул мають те, що називається точковою відповідністю (формальна подібність). Мовець повторює сказане. У лунній поведінці стимул є слуховим, а реакція голосовою. Це часто спостерігають у ранньому формуванні поведінки. Наприклад, під час вивчення нової мови вчитель може сказати «скупий», а потім сказати «ти можеш це сказати?» щоб викликати луну. Winokur (1978) є одним із прикладів дослідження ехозв'язків.

## Тактовність
У п'ятому розділі Вербальної поведінки детально розглядається такт. Кажуть, що такт «установлює контакт» зі світом і відноситься до поведінки, яка перебуває під функціональним контролем невербального стимулу та узагальненого умовного підкріплення. Контролюючий стимул невербальний, «усе фізичне середовище». У лінгвістичних термінах такт можна розглядати як «виразне маркування». Тактовність є найкориснішою формою вербальної поведінки для інших слухачів, оскільки вона розширює контакт слухачів з оточенням. Навпаки, такт є найкориснішою формою вербальної поведінки для мовця, оскільки він дозволяє контактувати з відчутним підкріпленням. Такти можуть мати багато розширень: родові, метафоричні, метонімічні, солецистичні, номінаційні та «вгадування». Він також може бути залучений до абстракції. Lowe, Horne, Harris & Randle (2002) може бути одним із прикладів нещодавньої роботи в тактовності.

## Внутрішньомовний
Інтравербальна поведінка — це вербальна поведінка під контролем іншої вербальної поведінки. Внутрішньомовні слова часто вивчають за допомогою класичних методів асоціації.

## Аудиторії
Контроль аудиторії розвивається через довгі історії підкріплень і покарань. Щоб проаналізувати, як це працює, можна використати тричленний контингент Скіннера: перший термін, антецедент, відноситься до аудиторії, у присутності якої відбувається вербальна реакція (другий термін). Наслідки відповіді є третім терміном, і те, чи ці наслідки посилюють чи послаблюють реакцію, впливатиме на те, чи ця реакція повториться в присутності цієї аудиторії. Завдяки цьому процесу розвивається контроль аудиторії або ймовірність того, що певні відповіді відбудуться в присутності певної аудиторії. Скіннер зазначає, що хоча контроль над аудиторією розвивається завдяки історії з певною аудиторією, нам не обов'язково мати довгу історію з кожним слухачем, щоб ефективно брати участь у вербальній поведінці в їх присутності. Ми можемо реагувати на нову аудиторію (нові стимули) так само, як і на подібну аудиторію, з якою ми маємо історію.

### Негативні аудиторії
Аудиторія, яка карала певні види вербальної поведінки, називається негативною аудиторією: у присутності цієї аудиторії карана вербальна поведінка менш імовірна. Скіннер наводить приклади, коли дорослі карають певну словесну поведінку дітей, а король карає словесну поведінку своїх підданих.

## Короткий зміст словесних оперантів
У поданій таблиці узагальнено нові вербальні операнти в аналізі вербальної поведінки.
| Передумова                        | Словесний оперант | Наслідок                 | приклад |
| --------------------------------- | ----------------- | ------------------------ | --- |
| Мотивуюча операція                | Менд              | Безпосередньо ефективний | Дитина заходить на кухню, де мама, і каже: «Я хочу молока». Мати відкриває холодильник і дає дитині молоко.              |
| Особливість фізичного середовища  | Такт              | Соціальний               | Дитина дивиться у вікно, повертається до мами і каже: «Сьогодні спекотно». Мати каже: «Правильно!»                       |
| Вербальна поведінка іншої людини  | Внутрішньомовний  | Соціальний               | Мама питає дочку: «Яку оцінку ти отримала з математики?» Донька відповідає: «А». Мама каже: «Дуже добре!»                |
| Вербальна поведінка іншої людини  | Ехогенний         | Соціальний               | Учитель каже учню: «Поведінка німецькою — Verhalten». Учень повторює: «Поведінка — Verhalten». Учитель каже «Правильно». |
| Власна вербальна поведінка людини | Автоклітик        | Безпосередньо ефективний | Дитина заходить уночі у спальню батьків і каже: «Мені здається, я хворий». Мати забирає дитину і везе в лікарню.         |

## Дієслівні операнти як одиниця аналізу
Скіннер зазначає свої категорії вербальної поведінки: мовну, текстову, внутрішньомовну, тактовність, стосунки з аудиторією, і зазначає, як можна класифікувати поведінку. Він зазначає, що однієї лише форми недостатньо (він використовує приклад «вогонь!», що має кілька можливих зв'язків залежно від обставин). Класифікація залежить від знання обставин, за яких виникає поведінка. Потім Скіннер зазначає, що «та сама відповідь» може бути випромінювана в різних оперантних умовах. Скіннер стверджує: Тобто сама по собі класифікація мало сприяє аналізу — функціональні зв'язки, що контролюють окреслені операнти, слід аналізувати відповідно до загального підходу наукового аналізу поведінки.

## Додаткова стимуляція
Додаткова стимуляція — це обговорення практичних питань контролю вербальної поведінки з урахуванням контексту матеріалу, який був представлений до цього моменту. Обговорюються питання множинного керування та залучення багатьох елементарних оперантів, викладених у попередніх розділах.

## Нові комбінації фрагментарних відповідей
Особливий випадок, коли множинні причинно-наслідкові зв'язки вступають у гру, створюючи нові словесні форми, — це те, що Скіннер описує як фрагментарні відповіді. Такі комбінації, як правило, голосові, хоча це може бути пов'язано з різними умовами саморедагування, а не з якоюсь особливою властивістю. Такі мутації можуть бути «нісенітницею» і можуть не сприяти словесному обміну, під час якого вони відбуваються. Фрейдистські помилки можуть бути одним із особливих випадків фрагментарних відповідей, які, як правило, підкріплюються та можуть перешкоджати самостійному редагуванню. Це явище частіше трапляється у дітей та дорослих, які вивчають другу мову. Утома, хвороба та нетверезий стан можуть призводити до фрагментарних реакцій.

## Автоклітики
Автоклітика — це форма вербальної поведінки, яка модифікує функції інших форм вербальної поведінки. Наприклад, «я думаю, що йде дощ» має автоклітику «я думаю», яка пом'якшує силу висловлювання «йде дощ». Зразком дослідження, яке включало автоклітику, є Lodhi & Greer (1989).

## Самозміцнення
Тут Скіннер проводить паралель зі своєю позицією щодо самоконтролю і зазначає: «Людина контролює власну поведінку, вербальну чи іншу, так само, як вона контролює поведінку інших». Відповідна вербальна поведінка може бути слабкою, наприклад, якщо забути ім'я, і потребувати зміцнення. Можливо, вона була неадекватно вивчена, як іноземною мовою. Повторення формули, декламування вірша тощо. Техніками є маніпулювання стимулами, зміна рівня редагування, механічне створення вербальної поведінки, зміна мотиваційних та емоційних змінних, інкубація тощо. Скіннер наводить приклад використання деяких із цих прийомів, наданий автором.

## Логічно і науково
Спеціальна аудиторія в цьому випадку — це аудиторія, зацікавлена в «успішній дії». Заохочуються спеціальні методи контролю стимулів, які дозволять досягти максимальної ефективності. Скіннер зазначає, що «графіки, моделі, таблиці» є формами текстів, які сприяють такому розвитку. Логічне та наукове співтовариство також відточує відповіді, щоб забезпечити точність та уникнути спотворень. Незначний прогрес у галузі науки був досягнутий з точки зору вербальної поведінки; проте були викладені пропозиції щодо програми дослідження.

## Ведення приватних заходів
Приватні події — це події, доступні лише доповідачу. Громадські події — це події, які відбуваються поза шкірою організму, за якими спостерігає більше ніж одна особа. Головний біль є прикладом приватної події, а автомобільна аварія є прикладом публічної події.
Тактування приватних подій організмом формується вербальною спільнотою, яка по-різному підсилює різноманітність поведінки та відповідей на приватні події, що відбуваються (Катанія, 2007, с. 9). Наприклад, якщо дитина словесно говорить «коло», коли коло перебуває в найближчому оточенні, це може бути тактом. Якщо дитина вербально заявляє: «У мене болить зуб», вона/вона може тактувати приватну подію, тоді як стимул наявний для мовця, але не для решти вербальної спільноти.
Вербальне співтовариство формує початковий розвиток і збереження або припинення тактів для приватних подій. Організм однаково реагує як на приватні стимули, так і на громадські стимули. Однак вербальній спільноті важче сформувати вербальну поведінку, пов'язану з приватними подіями. Може бути важче формувати приватні події, але є критичні речі, які відбуваються всередині шкіри організму, які не слід виключати з нашого розуміння вербальної поведінки.
Кілька проблем пов'язані з тактовністю приватних заходів. Скіннер (1957) визнав дві основні дилеми. По-перше, він визнає наші труднощі з прогнозуванням і контролем подразників, пов'язаних із тактуванням приватних подій. Катанія (2007) описує це як недоступність стимулу для членів вербальної спільноти. Другою проблемою, яку описує Скіннер (1957), є наша нинішня нездатність зрозуміти, як розвивається вербальна поведінка, пов'язана з приватними подіями.
Скіннер (1957) продовжує описувати чотири потенційні способи, якими вербальна спільнота може заохочувати вербальну поведінку без доступу до стимулів мовця. Він припускає, що найпоширенішим методом є «загальний публічний супровід». Прикладом може бути те, що коли дитина падає і починає кровоточити, вихователь говорить їй, як «ти поранився». Іншим методом є «побічна реакція», пов'язана з приватним стимулом. Прикладом може бути те, що коли дитина прибігає, плаче та тримає руки над колінами, вихователь може зробити заяву на кшталт «ти поранився». Третій спосіб полягає в тому, коли словесна спільнота забезпечує підкріплення, залежне від відкритої поведінки, і організм узагальнює це на приватну подію, що відбувається. Скіннер називає це «метафоричним або метонімічним розширенням». Останній метод, який Скіннер пропонує, може допомогти сформувати нашу вербальну поведінку, коли поведінка спочатку перебуває на низькому рівні, а потім перетворюється на приватну подію. Це поняття можна підсумувати, розуміючи, що вербальна поведінка приватних подій може бути сформована через вербальну спільноту шляхом розширення мови тактів.
Приватні події обмежені і не повинні слугувати «поясненнями поведінки». Скіннер (1957) продовжує попереджати, що «мова приватних подій може легко відволікти нас від публічних причин поведінки» (див. функції поведінки).

## Рецензія Чомского та відповіді
У 1959 році Ноам Чомскі опублікував впливову критику Вербальної поведінки. Чомскі зазначив, що діти засвоюють свою першу мову, не будучи явним чи відвертим «навчанням» у спосіб, який узгоджувався б з біхевіористською теорією (див. Засвоєння мови та бідність стимулу), і що теорії Скіннера про «операнти» та поведінкові підкріплення не є в змозі пояснити той факт, що люди можуть говорити і розуміти речення, яких вони ніколи раніше не чули.

За словами Фредеріка Дж. Ньюмайера:
Огляд Чомскі став розглядатися як один із основоположних документів дисципліни когнітивної психології, і навіть після двадцяти п'яти років він вважається найважливішим спростуванням біхевіоризму. З усіх його творів саме рецензія Скіннера найбільше сприяла поширенню його репутації за межами вузького кола професійних лінгвістів.
Вважається, що рецензія Чомскі 1959 року, серед інших його робіт того періоду, вплинула на зменшення впливу біхевіоризму в лінгвістиці, філософії та когнітивній науці. Однією з відповідей на нього була стаття Кеннета МакКоркудейла 1970 року «Про рецензію Чомскі на вербальну поведінку Скіннера». Маккоркудейл стверджував, що Чомскі не мав належного розуміння ані поведінкової психології загалом, ані відмінностей між біхевіоризмом Скіннера та іншими різновидами. Як наслідок, стверджував він, Чомскі припустився кількох серйозних логічних помилок. Зважаючи на ці проблеми, МакКоркудейл стверджує, що рецензія не змогла продемонструвати те, що вона часто цитувала, маючи на увазі, що ті, на кого найбільше вплинула стаття Чомскі, ймовірно, вже переважно погодилися з ним. Додатково стверджується, що огляд Чомскі спотворює роботу Скіннера та інших, у тому числі вириваючи цитати з контексту. Чомскі стверджував, що рецензія була спрямована на те, як варіант поведінкової психології Скіннера «використовувався в квінівському емпіризмі та натуралізації філософії».

## Дослідження
Поточні дослідження вербальної поведінки публікуються в The Analysis of Verbal Behavior (TAVB) та інших аналітичних журналах поведінки, таких як The Journal of the Experimental Analysis of Behavior (JEAB) і Journal of Applied Behavior Analysis (JABA). Також дослідження представлені на стендових сесіях і конференціях, наприклад, на регіональних конвенціях аналізу поведінки або конвенціях Асоціації аналізу поведінки (ABA) на національному чи міжнародному рівні. Існує також група спеціальних інтересів вербальної поведінки (SIG) Асоціації аналізу поведінки (ABA), яка має список розсилки.
Journal of Early and Intensive Behavior Intervention і Journal of Speech-Language Pathology and Applied Behavior Analysis публікують клінічні статті про втручання на основі вербальної поведінки.
Скіннер стверджував, що його опис вербальної поведінки може мати сильну еволюційну паралель. В есе Скіннера «Відбір за наслідками» він стверджував, що оперантне кондиціонування є частиною трирівневого процесу, який становить генетичну еволюцію, культурну еволюцію та оперантне кондиціонування. Усі три процеси, стверджував він, були прикладами паралельних процесів відбору за наслідками. Девід Л. Галл, Родні Е. Ленгман і Сігрід С. Гленн детально розвинули цю паралель. Ця тема залишається в центрі уваги аналітиків поведінки. Поведінкові аналітики працювали над розробкою ідей на основі вербальної поведінки упродовж п'ятдесяти років, і, незважаючи на це, відчувають труднощі з поясненням генеративної вербальної поведінки.